# Heinrich der Jüngere (England)

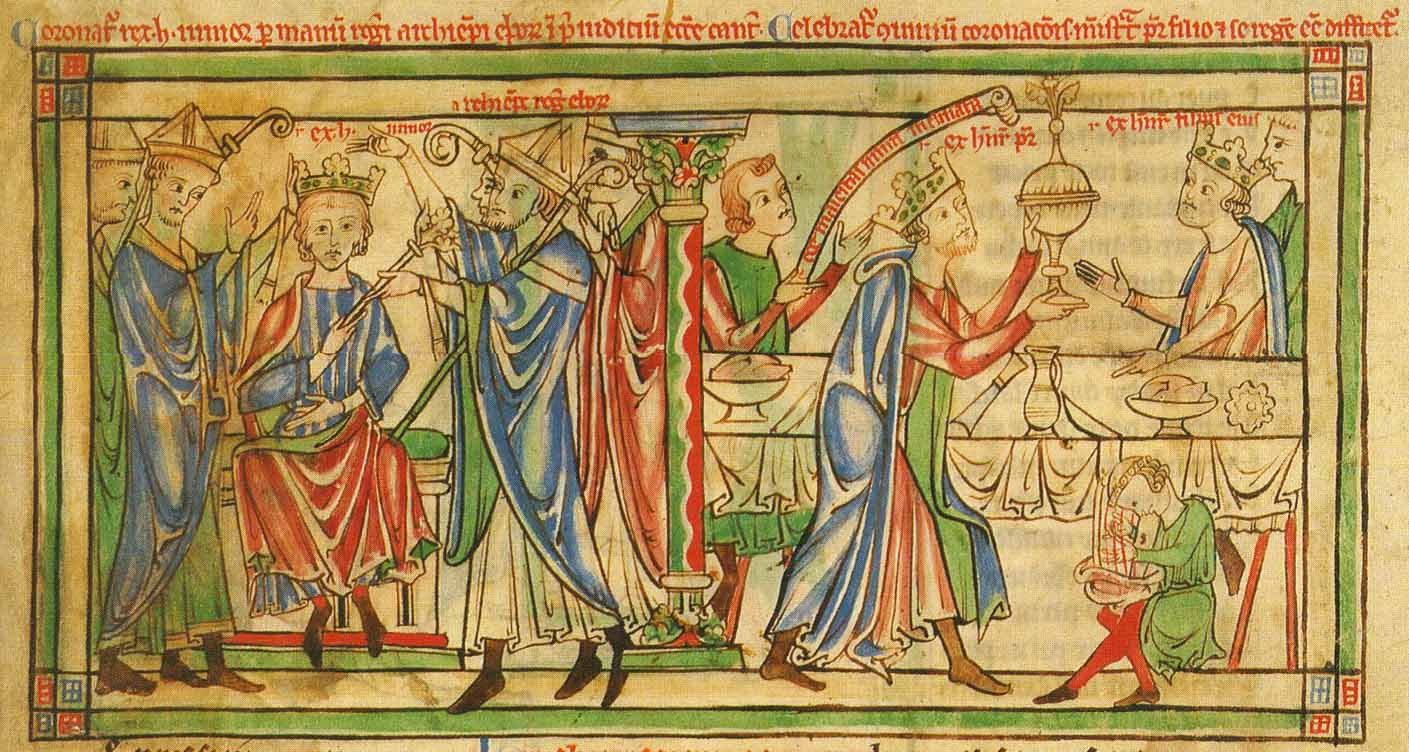
Die Krönung Heinrichs des Jüngeren. La vie de Saint Thomas de Cantorbéry, 13. Jahrhundert.

Heinrich der Jüngere (* 28. Februar 1155; † 11. Juni 1183), auch genannt der junge König (englisch: the young King; französisch: le jeune roi), war ein König von England aus dem Haus Plantagenet. Er war der zweite Sohn des Königs Heinrich II. († 1189) und von dessen Ehefrau Eleonore von Aquitanien († 1204).

## Leben
Als er nur wenige Monate alt war, ließ sein Vater im April 1155 in Wallingford die englischen Barone auf ihn und seinen älteren Bruder Wilhelm einschwören, um ihnen die Erbfolgerechte in England zu sichern. Nach dem frühen Tod Wilhelms 1156 rückte Heinrich zum neuen Haupterben seines Vaters auf. Bis zu seinem siebten Lebensjahr wurde er von Thomas Becket erzogen. Im Zuge eines Ausgleichs seines Vaters mit König Ludwig VII. von Frankreich leistete der junge Heinrich im Oktober 1160 in Gisors den Lehnseid für die Normandie und wurde im folgenden November mit der Prinzessin Margarethe verheiratet. Von seinem Vater erhielt Heinrich 1169 die auf dem Festland liegenden Besitzungen der Familie um Normandie, Anjou und Maine übertragen, wofür er erneut König Ludwig VII. huldigen musste.
Am 14. Juni 1170 wurde Heinrich vom Erzbischof Roger von York in der Westminster Abbey zum König von England gekrönt. Die Krönung war eine Machtdemonstration seines Vaters gegenüber dem Erzbischof von Canterbury, Thomas Becket, mit dem sich Heinrich II. in einem erbitterten Streit befand, der mit der Ermordung Beckets im Dezember des gleichen Jahres seinen Höhepunkt erreichte. Heinrich der Jüngere wurde am 27. August 1172 in der Kathedrale von Winchester ein zweites Mal gekrönt.
Doch bei der tatsächlichen Machtübergabe an seine Söhne legte Heinrich II. ein überaus zögerliches Verhalten an den Tag, was Heinrich zusammen mit seinen Brüdern Richard (der spätere Richard I. Löwenherz) und Gottfried sowie ihrer Mutter 1173 zur Rebellion gegen den Vater bewegte. Unterstützt wurden sie dabei von König Ludwig VII., der sich davon eine Schwächung der Plantagenets erhoffte, Graf Philipp I. von Flandern und König Wilhelm I. von Schottland. Zusammen mit seinem Schwiegervater belagerte Heinrich im April 1173 die Burg von Verneuil, während zugleich der Graf von Flandern Rouen belagerte. Die Revolte wurde jedoch von Heinrich II. schnell niedergeschlagen, der 20.000 Brabanzonen anheuerte und im August 1174 Rouen entsetzte, bis in das Poitou vorstieß und Saintes nahm, wo er seine Frau Eleonore gefangen setzte. Nachdem Richard die Waffen niedergelegt hatte, ergaben sich auch Heinrich und Gottfried und versöhnten sich am 30. September 1174 mit ihrem Vater in Montlouis.

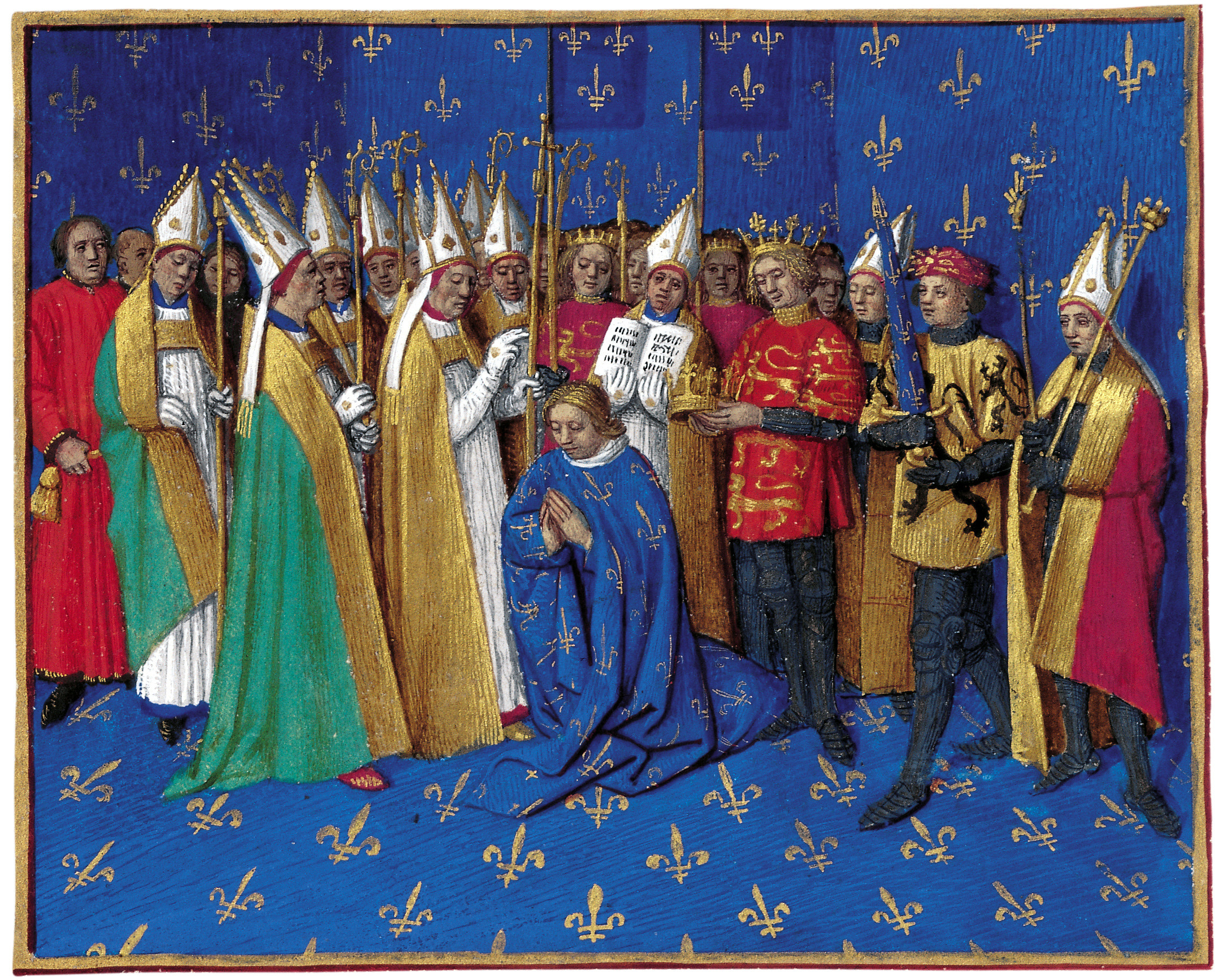
Krönung Königs Philipps II. von Frankreich in Reims.
Hinter dem knienden Philipp stehend, fungiert der junge Heinrich als Träger der Krone.
(Jean Fouquet)

Im November 1179 nahm Heinrich an der Krönung Philipps II. von  Frankreich in Reims teil und beteiligte sich anschließend mit 500 Rittern am Turnier von Lagny-sur-Marne, welches vom Grafen Heinrich I. von Champagne veranstaltet wurde und mit über 3000 beteiligten Rittern eines der größten Turniere des Mittelalters war.
Heinrichs Verhältnis zum Vater blieb spannungsreich, da der Jüngere weiterhin eine Beteiligung an der Macht verlangte. Um seinem Sohn entgegenzukommen, forderte Heinrich II. zu Weihnachten 1182 in Caen seine jüngeren Söhne Richard und Gottfried dazu auf, ihrem ältesten Bruder für ihre jeweiligen Besitzungen auf dem Festland zu huldigen. Beide lehnten dies ab, worauf es nun zum Krieg zwischen den Brüdern kam. Heinrich verbündete sich mit Gottfried und gemeinsam griffen sie Richard an. Angeblich war Gottfried die treibende Kraft hinter Heinrich, da er Richard um das reiche Aquitanien beneidete. Zu Richards Gunsten schritt der Vater ein, weshalb Heinrich nun bei seinem Schwager König Philipp II. um Hilfe bat, der ihm auch Söldner schickte.
Inmitten der Kämpfe erkrankte Heinrich plötzlich im Mai 1183 an der Ruhr, starb in der Burg Martel an der Dordogne und wurde in der Kathedrale von Rouen bestattet.
Heinrich war ein ausgiebiger Anhänger der höfischen Kultur und stand ganz im ritterlichen Geist seiner Zeit. Sein Tutor war der berühmte Ritter William Marshal, von dem er 1173 selbst die Schwertleite empfing und der ihm auch bis zum Tod beistand. Heinrichs Tod wurde unter anderem von Bertran de Born lyrisch betrauert. Da sein Bruder Gottfried von der Bretagne ebenfalls 1186 noch vor dem Vater starb, sollte Richard Löwenherz als Haupterbe nachfolgen. Heinrichs Witwe wurde 1186 mit König Béla III. von Ungarn verheiratet.